# Света Марина (Фращани)
Вижте пояснителната страница за други значения на Света Марина.
„Света Марина“ (на гръцки: Ἁγίας Μαρίνης) е възрожденска православна църква в Долната махала на сярското село Фращани (Орини), Гърция, част от Сярската и Нигритска епархия. Църквата е енорийски храм.
Църквата е построена в северната част на Долно Фращани в 1836 година според запазения мраморен надпис. В архитектурно отношение църквата е базилика без купол. По-късно са пристроени нартекс и църковна канцелария от юг.